# Eleição presidencial da França em 1969
A eleição presidencial na França de 1969 foi realizada a 1 de junho e 15 de junho e, serviu para eleger o Presidente da França.

## Contexto
Estas eleições foram antecipadas, após Charles de Gaulle, presidente desde 1958, ter-se demitido após a vitória do "Não" num referendo sobre a descentralização, realizado em Abril de 1969.
O candidato do partido gaullista, a União dos Democratas pela República, era o conhecido e popular primeiro-ministro, Georges Pompidou.
Pelo centro-direita, apresentava-se Alain Poher, presidente interino do país, após a demissão de Charles de Gaulle.
Por fim, Jacques Duclos era o candidato pelo Partido Comunista Francês e Gaston Deferre era o candidato apoiado pela Secção Francesa da Internacional Operária.

## Análise aos resultados
Na primeira volta, Georges Pompidou conseguiu uma grande vitória, com, cerca de, 45% dos votos, mas, não suficiente para evitar uma segunda volta.
Em segundo lugar, ficava Alain Poher, que conquistou 23% dos votos e, assim, bateu o candidato comunista Jacques Duclos, que, apesar de não ter passado à segunda volta, obteve 21% dos votos, confirmando a dominância do PCF na esquerda francesa.
Por fim, de destacar, o péssimo resultado obtido pelo candidato socialista, que se ficou pelos 5% dos votos.
Na segunda volta, Georges Pompidou obteve uma vitória tranquila, conquistando 58% dos votos contra os 41% conseguidos por Alain Poher.

## Resultados oficiais
| Candidato               | Candidato               | Partidos apoiantes             | 1ª Volta   | 1ª Volta        | 2ª Volta   | 2ª Volta        |
| Candidato               | Candidato               | Partidos apoiantes             | Votos      | %               | Votos      | %               |
| ----------------------- | ----------------------- | ------------------------------ | ---------- | --------------- | ---------- | --------------- |
|                         | Georges Pompidou        | UDR                            | 10 051 783 | 44,47 / 100,00  | 11 064 371 | 58,21 / 100,00  |
|                         | Alain Poher             | CD                             | 5 268 613  | 23,31 / 100,00  | 7 943 118  | 41,79 / 100,00  |
|                         | Jacques Duclos          | PCF                            | 4 808 285  | 21,27 / 100,00  |            |                 |
|                         | Gaston Defferre         | SFIO                           | 1 133 222  | 5,01 / 100,00   |            |                 |
|                         | Michel Rocard           | PSU                            | 816 470    | 3,61 / 100,00   |            |                 |
|                         | Louis Ducatel           | Independente (Centro-esquerda) | 286 447    | 1,27 / 100,00   |            |                 |
|                         | Alain Krivine           | LC                             | 239 104    | 1,06 / 100,00   |            |                 |
| Votos Inválidos         | Votos Inválidos         | Votos Inválidos                | 295 036    | 1,29 / 100,00   | 1 303 798  | 6,42 / 100,00   |
| Total                   | Total                   | Total                          | 22 898 960 | 100,00 / 100,00 | 20 311 287 | 100,00 / 100,00 |
| Eleitorado/Participação | Eleitorado/Participação | Eleitorado/Participação        | 29 513 361 | 77,59 / 100,00  | 29 500 334 | 68,85 / 100,00  |